# Quel pétard !
Pour plus de détails, voir Fiche technique et Distribution.
Quel pétard ! (Great Guns) est un film burlesque américain réalisé par Monty Banks, sorti en 1941 et mettant en scène Laurel et Hardy.

## Synopsis
Chargés de veiller sur un jeune milliardaire, Laurel et Hardy le suivent pendant son service militaire, enchaînant les gaffes.

## Fiche technique
- Titre : Quel pétard !
- Titre américain : Great Guns
- Réalisateur : Monty Banks
- Scénario : Lou Breslow
- Photographie : Glen MacWilliams
- Producteurs : Sol M. Wurtzel
- Producteur exécutif : Twentieth Century-Fox Film Corporation
- Musique : David Buttolph
- Montage : Alfred DeGaetano
- Pays d'origine :  États-Unis
- Couleur : noir et blanc
- Durée : 74 minutes
- Date de sortie :
  - États-Unis : 1941

## Distribution
- Stan Laurel (VF: Franck O'Neill) : Stan
- Oliver Hardy (VF: Roger Treville) : Oliver
- Mae Marsh :  Tante Martha
- Ethel Griffies : Tante Agatha
- Sheila Ryan : Ginger Hammond
- Dick Nelson : Dan Forrester
- Edmund MacDonald : Hippo
- Paul Harvey : Général Taylor
- Charles Trowbridge : Colonel Ridley
- Irving Bacon : Le facteur

Acteurs non crédités
- Harold Goodwin : Capitaine de l'Armée